# Verkehrte Welt

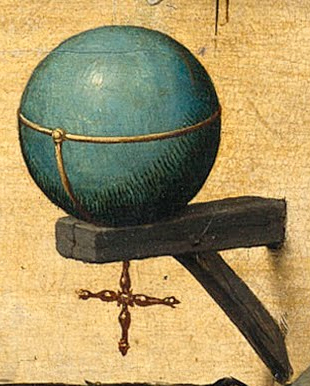
Die Welt steht Kopf, Sinnbild aus Pieter Brueghels d. Ä. Gemälde Die niederländischen Sprichwörter (1559), auch genannt „Verkehrte Welt“.

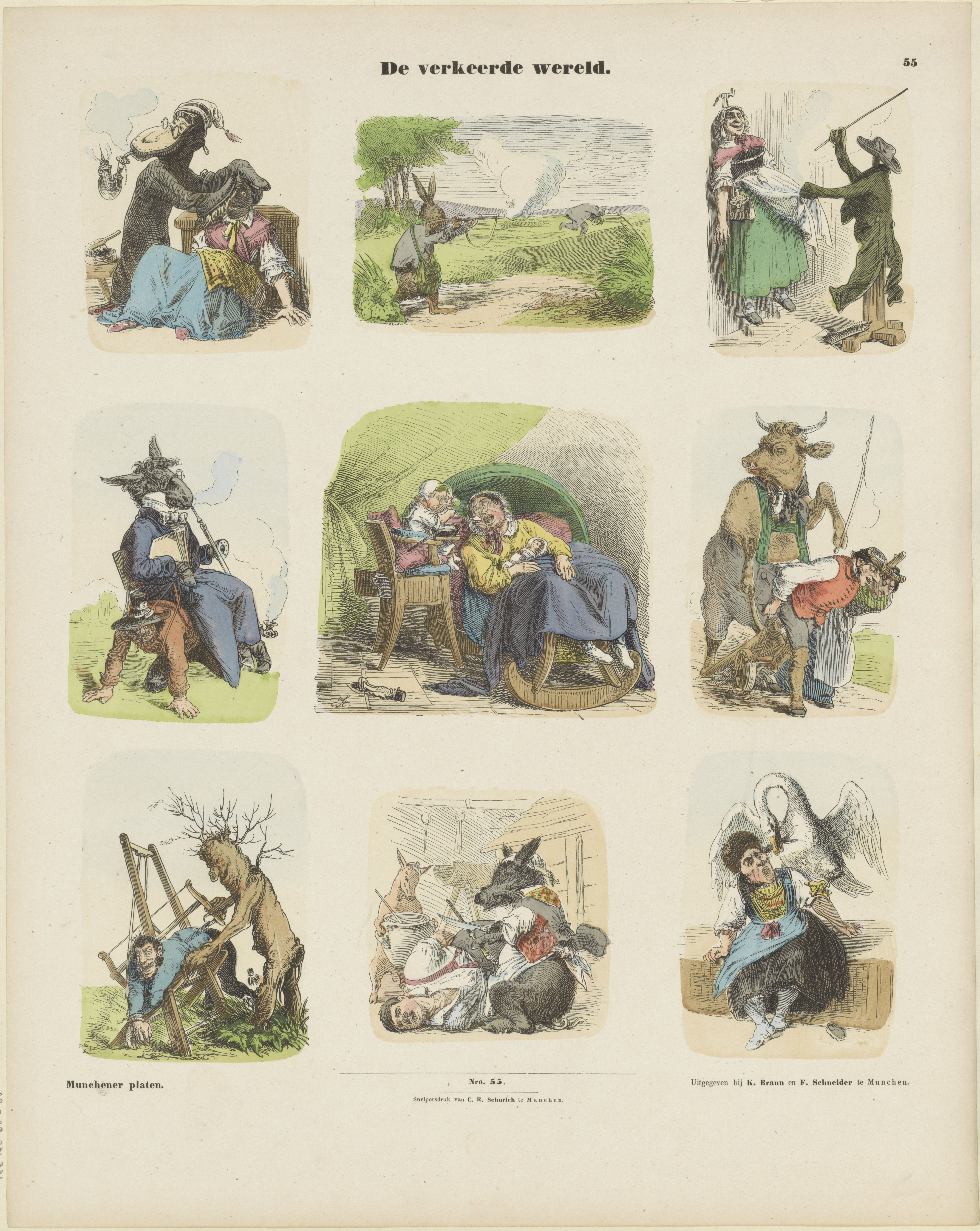
Verkehrte Welt; Münchener Bilderbogen, 19. Jahrhundert

Verkehrte Welt (lat. mundus inversus) bezeichnet in der Literatur- und Kunstgeschichte eine zum literarischen Topos und ikonographischen Typus verdichtete Vorstellung von einer in ihrer Daseinsordnung auf den Kopf gestellten Welt. Eine solche ins Positive verschobene Weltvorstellung kann die Utopie sein, während ihr ins Negative verschobenes Pendant als Dystopie begegnen kann.
Ähnliche Motive sind die Inversion oder Verkehrung. Der Topos wird häufig durch stilistische Mittel wie Komik und Satire erzeugt.

## Geschichte
Die Vorstellung, dass durch außergewöhnliche Ereignisse die natürliche Weltordnung aufgehoben wird, lässt sich bereits in einem ägyptischen Bildtypus des 2. Jahrhunderts v. Chr. nachweisen. Im europäischen Kontext tritt dieses Motiv erstmals bei Archilochos in Erscheinung: Die Sonnenfinsternis des Jahres 648 v. Chr. dient ihm als Anlass, eine Umkehrung der Naturgesetze zu imaginieren – das Unmögliche (Adynaton, ἀδύνατον) wird als Symbol für eine gestörte kosmische Ordnung inszeniert. Im Griechischen wird dieses Konzept nicht terminologisch gefasst, sondern in der bildhaften Formulierung τὰ ὑπέρτερα νέρτερα („das Obere wird zum Unteren“) aus dem Werk des Aristophanes umschrieben. Zahlreiche antike Sprichwörter belegen die Popularität solcher in Adynata gefasster Vorstellungen, etwa: „Ströme fließen bergauf“, „Wolf und Esel haben Flügel“, „die Schildkröte überholt den Hasen“, „Vogelmilch suchen“, oder „der Wagen zieht den Ochsen“. In der griechischen und lateinischen Lyrik fungieren Adynata als rhetorisches Mittel zur Darstellung einer durch Liebesleid gestörten natürlichen Ordnung. So tragen in Theokrits Erster Idylle die Fichten Birnen, während in Vergils Achter Ekloge der Wolf die Schafe meidet und Eichen Äpfel tragen.
In der Renaissance werden verschiedene Feste mit der Verkehrten Welt in Verbindung gebracht. So etwa Klerikerfeste (Narrenfest/Knabenbischof), Weihnachten / Der „Lord of Misrule“, Epiphanie / Das Königreich des „Bohnenkönigs“, Fastnacht. Sie alle enthalten Elemente der Saturnalien.

## Karneval
Bei Michail Bachtin ist der Karneval Ausdruck einer Verkehrten Welt („Der Karneval ist die umgestülpte Welt.“), indem Herrschaftsverhältnisse invertiert werden. Die Merkmale des Karnevals bei Bachtin sind die freie Familiarisierung von Mensch und Welt, die Exzentrizität, die karnevalistischen Mesalliance und die Profanation. Die Verkehrte Welt stellt nach Bachtin den Chronotopos des Schelmenromans dar.
Schelmen- und Schwankromane wie das Narrenschiff oder Till Eulenspiegel beruhen auf der Verkehrten Welt. Ein rhetorisches Mittel, welches dezidiert mit dem Topos zusammenhängt ist die metaphorische Inversion, die sich etwa im wörtlich Nehmen von Sprichwörtern zeigt.
Der Karneval gilt als „spöttisch-subversive Verkehrung der Verhältnisse“.

## Personifizierungen
Als figürlicher Vertreter der Verkehrten Welt gilt der Narr bzw. in seiner institutionalisierten Form (und dieselbige Form gleichsam verkehrend) der Clown.

## Ikonografie

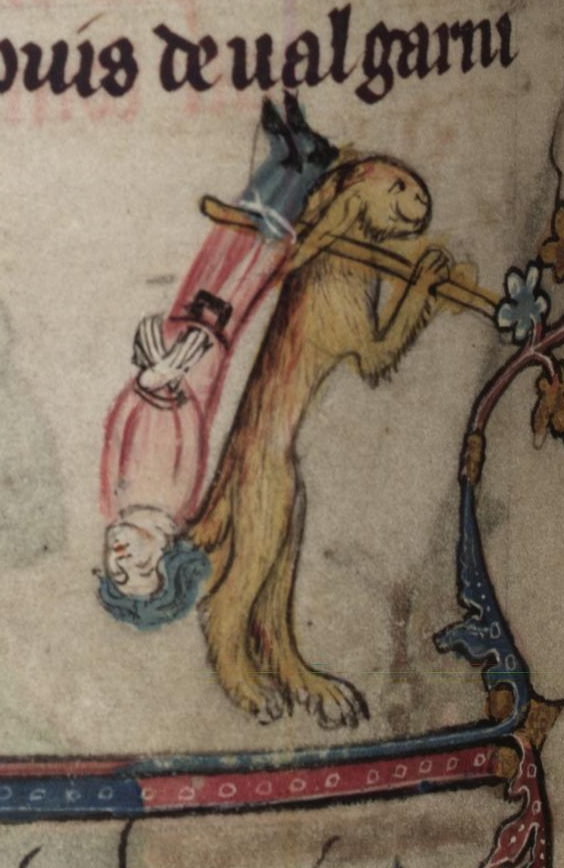
IIlustration Jean de Gise. Bodleiana Ms. 264, fol. 81v; 1344

In der mittelalterlichen Bildkunst findet sich häufig eine Verkehrung der Verhältnisse zwischen Mensch und Tier. Dabei üben Tiere etwa menschliche Handlungen aus. Es zeigt sich teils eine komische Invertierung von Jäger und Gejagten, zum Beispiel in Darstellungen, in denen Hasen Jäger schießen oder braten.